# Ottomaans Algerije

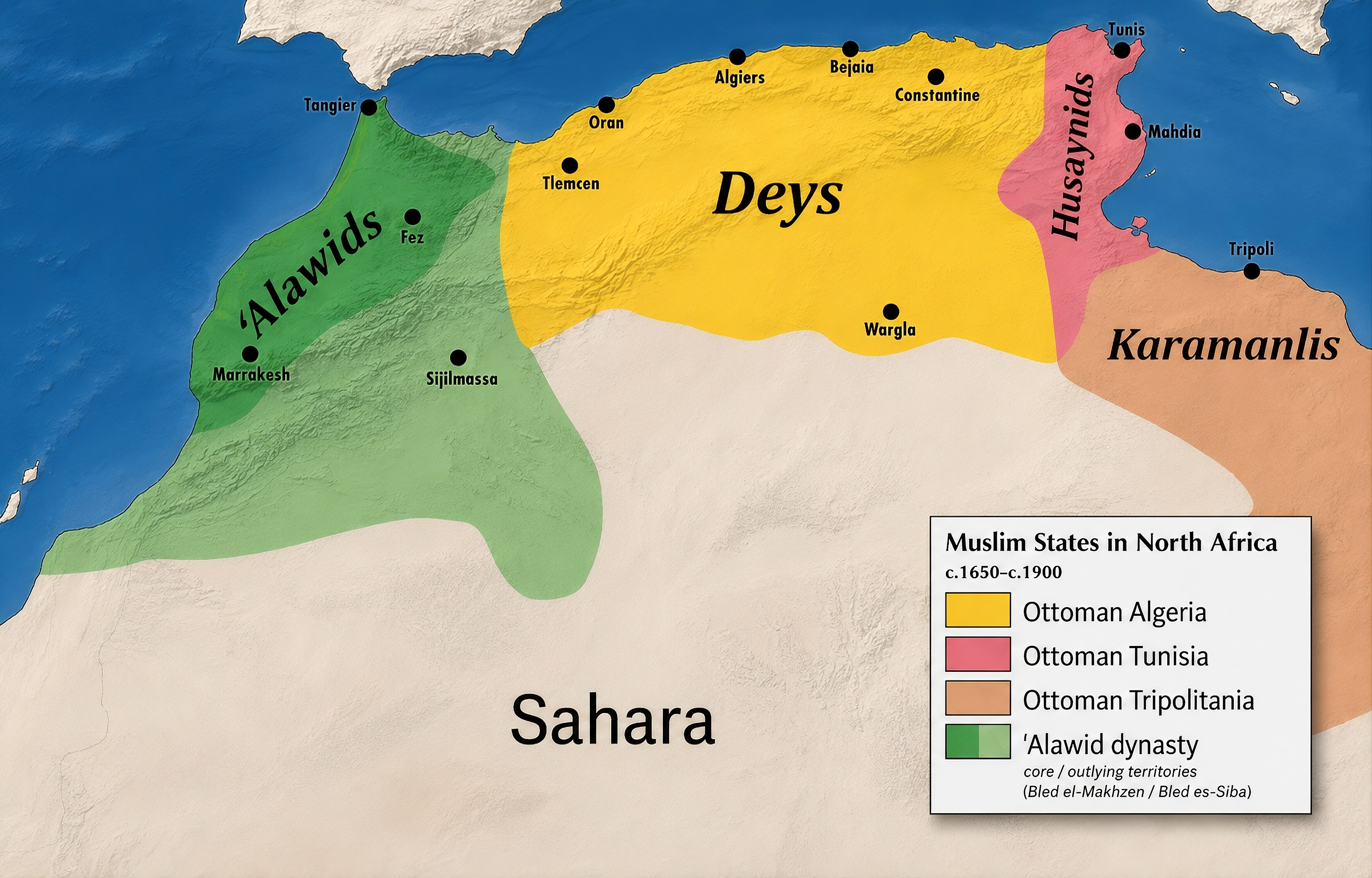
Het Regentschap Algiers (geel)

Ottomaanse Algerije (ook wel gekend als Regentschap Algiers) was een Ottomaans gebied met de stad Algiers als middelpunt, in het huidige Algerije. Het werd rond 1525 gesticht, toen Hayreddin Barbarossa de stad veroverde. Het Regentschap Algiers was het belangrijkste machtscentrum van het Ottomaanse Rijk in de Maghreb. Het was ook een basis van waaruit aanvallen op Europese schepen werden uitgevoerd. Het besloeg ongeveer het gebied van het huidige Algerije, tussen de staten Tunesië en Marokko. Het verving de rivaliserende Zianiden, Hafsiden en de Spaanse bezittingen in Noord-Afrika en werd een belangrijk centrum van piraterij in de Middellandse Zee tot de Franse invasie van Algiers in 1830.